# Perú en los Juegos Bolivarianos de Playa
Perú participa en los Juegos Bolivarianos de Playa desde la primera edición, realizada en Lima en 2012 donde ocupó el primer puesto. En esta competición del ciclo olímpico solo participan las 6 repúblicas liberadas por Simón Bolívar más algunos países invitados.
El país está representado ante los Juegos Bolivarianos de Playa por el Comité Olímpico Peruano
y fue sede de la primera y segunda edición.

## Medallero histórico
| Sede           | Oro                                             | Plata                                           | Bronce                                          | Total                                           | Posición                                        |
| -------------- | ----------------------------------------------- | ----------------------------------------------- | ----------------------------------------------- | ----------------------------------------------- | ----------------------------------------------- |
| Lima 2012      | 21                                              | 12                                              | 13                                              | 46                                              | 1/10                                            |
| Huanchaco 2014 | 21                                              | 17                                              | 16                                              | 54                                              | 2/9                                             |
| Iquique 2016   | 6                                               | 6                                               | 8                                               | 20                                              | 5/11                                            |
| Vargas 2019    | Cancelados por la Crisis económica en Venezuela | Cancelados por la Crisis económica en Venezuela | Cancelados por la Crisis económica en Venezuela | Cancelados por la Crisis económica en Venezuela | Cancelados por la Crisis económica en Venezuela |
| Total          | 48                                              | 35                                              | 37                                              | 120                                             | 3/11                                            |